# Anna Elisabeth Angermann
Anna Elisabeth Angermann (* 5. August 1883 in Bautzen; † 26. Februar 1985 in Dresden) war eine deutsche Malerin.

## Leben

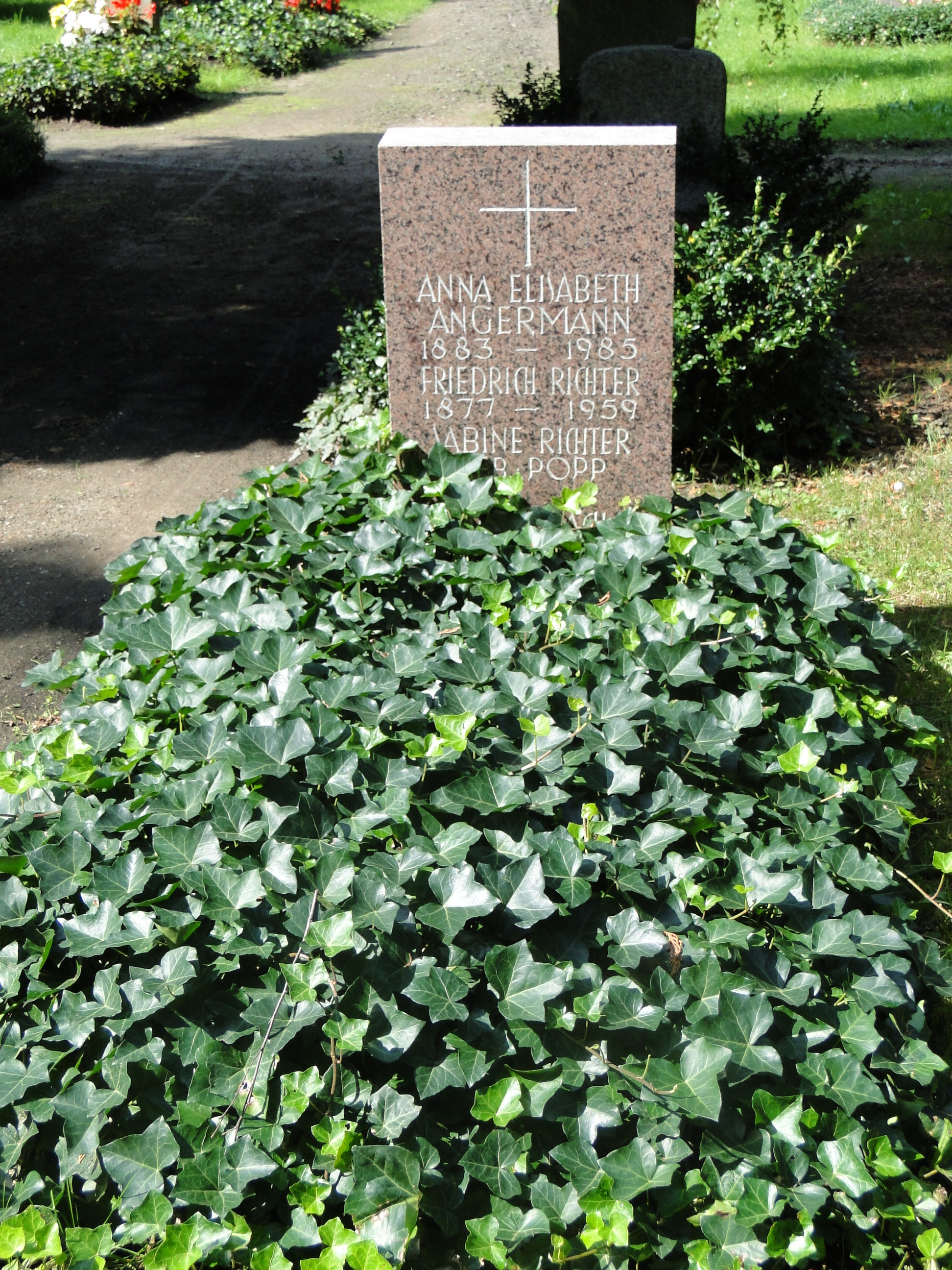
Grab von Anna Elisabeth Angermann auf dem Loschwitzer Friedhof

Nach dem Tod des Vaters – er war Landgerichtsrat – zog die Mutter 1884 mit 2 Töchtern nach Dresden. Anna Elisabeth Angermann besuchte die Frauenerwerbsschule in Dresden-Friedrichstadt, bekam Zeichenunterricht bei Anton Josef Pepino und Oskar Popp. Sie studierte ab 1903 in der Kunstschule Weimar. Lehrer waren u. a. Max Thedy, Hans Olde und Sascha Schneider. 1906 ließ sie sich als Freie Künstlerin in Dresden-Loschwitz nieder. Ihr künstlerischer Stil wird dem „Dresdner Kolorismus“ zugerechnet. Von 1913 bis 1915 hatte sie ein Atelier im Künstlerhaus Dresden-Loschwitz. Sie war zeitweise Mitarbeiterin von Otto Gussmann. Während einer Studienreise (1912) nach Rügen kam es zur Bekanntschaft mit Karl Hagemeister. Sie gehörte neben Anna Plate, Johanna Katharina Krabbes, Hildegard von Mach und Irmgard Meinhold zum Loschwitzer Kreis und war Mitglied im Ortsverband Dresdner Künstlerinnen.
Bis 1933 war sie Mitglied im Dresdner Künstlerbund, in der Zeit des Nationalsozialismus Mitglied der Reichskammer der bildenden Künste. Sie war in dieser Zeit auf mehreren Ausstellungen vertreten, hielt sich jedoch von der nazistischen Ideologie fern. Ab 1945 war sie Mitglied der Gewerkschaft Kunst und ab 1951 Mitglied im Verband Bildender Künstler (VBK) der DDR. Eine langjährige Künstlerfreundschaft verband sie mit Albert Wigand und Elisabeth Ahnert.
Ihre Werke befinden sich im Museum Bautzen, im Kupferstichkabinett Dresden, in der Städtischen Galerie Dresden sowie in Privatbesitz. An ihrem Wohnhaus Pillnitzer Landstraße 116 wurde eine Gedenktafel angebracht. Seit 1996 gibt es in Dresden-Loschwitz eine Anna-Angermann-Straße. Ihr Grab befindet sich auf dem Loschwitzer Friedhof.

## Ausstellungsteilnahmen (Auswahl)
- „Große Kunstausstellung“ in Dresden, 1908
- Kunstsalon Arnold Dresden, 1914
- Ausstellung des Dresdner Künstlerbunds „Erste Ausstellung Kriegsjahr 1940“, Dresden 1940
- Allgemeine Deutsche Kunstausstellung, Dresden 1946
- Kunstausstellung Sächsische Künstler, Kunstakademie, Dresden 1946[4]
- Erste Ausstellung Dresdner Künstler. Abteilung II. Oktober/November 1947. Klubhaus des Kulturbundes, Dresden[5]
- Vierte und Fünfte Deutsche Kunstausstellung, Dresden (1958/1959 und 1962/1963)
- Berlin, Pavillon der Kunst, 1960 („Frauenschaffen und Frauengestalten in der bildenden Kunst. 50 Jahre Internationaler Frauentag.“)
- Galerie Kühl Dresden, 1964
- Galerie „Kunst der Zeit“ Dresden, 1973
- Galerie Nord, Dresden 1978[6]
- Glockenspielpavillon Zwinger Dresden 1982
- Städtisches Museum Göttingen, 1984[7][8]
- Galerie Drei, Dresden 1998
- Ausstellung der SLUB Dresden, 2009[9]

## Werke
- Selbstbildnis, Kohlezeichnung, 1903[10]
- Portrait eines jungen Mädchens, Aquarell, Pastell, 1904
- Portrait eines jungen Mädchens im Spitzenkleid mit Perlenkette, Aquarell, Pastell, 1904
- Porträt der Tochter von Otto Gußmann, 1906
- Selbstbildnis (1907, Öl)[11]
- Selbstbildnis vor dem Fenster, 1914[12]
- Bildnis der Mutter, 1914[13]
- Bootsanleger, Aquarell, Tusche, 1914
- Sitzendes Mädchen, die Arme auf dem Rücken verschränkt, Kohlestift, 1919
- Obstgarten, Lithografie, 1921
- Fressende Ziegen im Obstgarten, Aquarell, 1921
- Dorfstraße, 1923
- Alpenlandschaft, Zeichnung, 1923
- Gebirgsbach, 1927
- Mallinckrodt, 1928
- Parkweg in Mallinckrodt, 1930
- Dorf mit Feldern, Aquarell, Bleistift, 1934
- Flusslandschaft mit Pferden, Ölbild, 1936
- Grillenburg, Aquarell, 1939
- Frühling in den Bergen, Kohlezeichnung, 1940
- Baumbestandene Landschaft mit weidenden Schafen, Ölgemälde, 1943
- Stillleben mit Dahlien in gelber Vase, Ölgemälde, 1944
- Baumstudien, Aquarell, Tusche, 1946
- Gärtnerei, Zeichnung, 1946
- Frauenbildnis (ausgestellt 1946 auf der Kunstausstellung Sächsische Künstler)[4]
- Blick auf das Blasewitzer Ufer, Aquarell, 1947
- Landschaft mit Frau und Schaf (Tafelbild, Öl; 1947 ausgestellt auf der Ersten Ausstellung Dresdner Künstler in Dresden)[14]
- Blick auf das Laubegaster Ufer, Aquarell, 1948
- Ansichten vom zerstörten Dresden, (8 Stück), Bleistift, 1948
- Clara Zetkin, Ölgemälde, 1949
- Hügelige Landschaft, Aquarell, Tusche, 1951
- Junger Geiger, 1951
- Anna Seghers, 1951
- Andersen Nexö, 1952
- Ziegenwirtschaft, 1952
- Norddeutsche Landschaft, 1952
- Selbstbildnis, 1955
- Hügelige Landschaft, Aquarell, Tusche, 1958[15]
- Niederpoyritz, 1962
- Christine, 1969